# Antioquiatapakul
Stilestapakul (Scytalopus stilesi) är en nyligen beskriven fågelart i familjen tapakuler inom ordningen tättingar.

## Utbredning
Arten förekommer i norra centrala Anderna i Colombia.

## Status
IUCN kategoriserar den som livskraftig.

## Namn
Fågelns vetenskapliga artnamn hedrar Frank Garfield "Gary" Stiles (1942–), amerikansk ornitolog bosatt i Colombia. Tidigare kallades den stilestapakul även på svenska, men justerades 2023 till ett enklare och mer informativt namn av BirdLife Sveriges taxonomikommitté.